# 10,000 Light Years Ago
10,000 Light Years Ago è un disco di John Lodge, bassista e voce del gruppo rock inglese dei Moody Blues, pubblicato nel 2015.

## Il disco
A distanza di 38 anni dal precedente lavoro solista (Natural Avenue, 1977), il bassista e cantante dei Moody Blues pubblica 10,000 Light Years Ago. Il disco si avvale della presenza dei membri fondatori dei Moody Blues Michael Pinder e Ray Thomas nel brano Simply Magic e del chitarrista Chris Spedding, già presente nel precedente album di Lodge.

## Tracce
1. In My Mind
2. Those Days in Birmingham
3. Simply Magic
4. Get Me Out of Here
5. Love Passed Me By
6. (You Drive Me) Crazy
7. Lose Your Love
8. 10,000 Light Years Ago

## Formazione
- John Lodge: basso, chitarra, voce
- Chris Spedding: chitarra
- Michael Pinder: mellotron in Simply Magic
- Ray Thomas: flauto in Simply Magic
- Alan Hewitt: tastiera, voce
- Brian Howe: cori
- Brian Price: chitarra
- Gordon Marshall: batteria
- John Defaria: chitarra
- Norda Mullen: flauto
- Mike Piggott: violino